# Tadeusz Kozłowski (generał)
Tadeusz Kozłowski herbu Jastrzębiec – generał major wojsk koronnych, szef Regimentu Konnego im. Królowej w latach 1774–1783, generał adiutant króla, starosta bracławski od 1785 roku, rosyjski tajny radca, senator i marszałek szlachty guberni wołyńskiej w 1804 roku.
Był komisarzem powiatu bracławskiego do ofiary 10. grosza w 1789 roku.
Kawaler Orderu Świętego Stanisława.